# Rudolf Pohl
Rudolf Pohl (1881 – ?) német nemzetközi labdarúgó-játékvezető.		

## Pályafutása
A Német labdarúgó-szövetség Játékvezető Bizottsága (JB) 1917-ben terjesztette fel nemzetközi játékvezetőnek, a Nemzetközi Labdarúgó-szövetség (FIFA) bíróinak keretébe. Több nemzetek közötti válogatott és klubmérkőzést vezetett vagy társának partbíróként segédkezett. Az aktív nemzetközi játékvezetéstől 1917-ben búcsúzott.

## Statisztika

### Nemzetközi válogatott mérkőzése
| #  | Dátum            | Helyszín        | Hazai    | Eredmény | Vendég       | Kiírás     | Gólok | Esemény |
| -- | ---------------- | --------------- | -------- | -------- | ------------ | ---------- | ----- | ------- |
| 1. | 1917. július 15. | Bécs, WAC-Platz | Ausztria | 1 – 4    | Magyarország | barátságos | -     |         |
|    | Összesen         |                 |          | 1        | mérkőzés     |            |       |         |